# Hontoria del Pinar
Hontoria del Pinar es una localidad y un municipio  situados en la provincia de Burgos, comunidad autónoma de Castilla y León (España), comarca de Sierra de la Demanda, partido judicial de Salas de los Infantes, cabecera del ayuntamiento de su nombre.  Su término municipal también comprende las localidades de Aldea del Pinar y Navas del Pinar.  
En 1884 se instaló en la localidad la primera fábrica resinera de España.

## Geografía
Integrado en la comarca de Sierra de la Demanda, se sitúa a 80 kilómetros de Burgos. El término municipal está atravesado por la carretera nacional N-234, entre los pK 409 y 418, además de por carreteras locales que conectan con Palacios de la Sierra y Espejón. Parte de su territorio está integrado en el Parque Natural del Cañón del Río Lobos.
El relieve del municipio es montañoso, frondoso y con numerosos arroyos y pequeños ríos. El propio río Lobos vertebra el territorio y recibe los arroyos tributarios que descienden tanto del norte como del sur. Por el norte las montañas forman parte de la sierra de la Umbría, superando los 1200 metros, mientras que por el sur y suroeste, la sierra del Costalazo hace de límite con la provincia de Soria, donde se superan los 1300 metros. La altitud oscila entre los 1352 metros (pico de Navas), cerca de Navas del Pinar, y los 1020 metros a orillas del río Lobos. El pueblo se alza a 1046 metros sobre el nivel del mar. 
| Noroeste: Rabanera del Pinar                | Norte: Rabanera del Pinar y Palacios de la Sierra                       | Nordeste: Comunidad de Vilviestre del Pinar y Palacios de la Sierra |
| Oeste: Rabanera del Pinar y Espejón (Soria) |                                                                         | Este: San Leonardo de Yagüe (Soria)                                 |
| Suroeste: Espeja de San Marcelino (Soria)   | Sur: Espeja de San Marcelino (Soria) y Santa María de las Hoyas (Soria) | Sureste: Santa María de las Hoyas (Soria)                           |

### Clima
Hontoria del Pinar tiene un clima Csb (templado con verano seco y templado) en transición a un clima oceánico Cfb (templado sin estación seca) según la clasificación climática de Köppen.
| Parámetros climáticos promedio de Hontoria del Pinar en el periodo 1961-2003 | Parámetros climáticos promedio de Hontoria del Pinar en el periodo 1961-2003 | Parámetros climáticos promedio de Hontoria del Pinar en el periodo 1961-2003 | Parámetros climáticos promedio de Hontoria del Pinar en el periodo 1961-2003 | Parámetros climáticos promedio de Hontoria del Pinar en el periodo 1961-2003 | Parámetros climáticos promedio de Hontoria del Pinar en el periodo 1961-2003 | Parámetros climáticos promedio de Hontoria del Pinar en el periodo 1961-2003 | Parámetros climáticos promedio de Hontoria del Pinar en el periodo 1961-2003 | Parámetros climáticos promedio de Hontoria del Pinar en el periodo 1961-2003 | Parámetros climáticos promedio de Hontoria del Pinar en el periodo 1961-2003 | Parámetros climáticos promedio de Hontoria del Pinar en el periodo 1961-2003 | Parámetros climáticos promedio de Hontoria del Pinar en el periodo 1961-2003 | Parámetros climáticos promedio de Hontoria del Pinar en el periodo 1961-2003 | Parámetros climáticos promedio de Hontoria del Pinar en el periodo 1961-2003 |
| Mes | Ene.                                                                         | Feb.                                                                         | Mar.                                                                         | Abr.                                                                         | May.                                                                         | Jun.                                                                         | Jul.                                                                         | Ago.                                                                         | Sep.                                                                         | Oct.                                                                         | Nov.                                                                         | Dic.                                                                         | Anual                                                                        |
| --- | ---------------------------------------------------------------------------- | ---------------------------------------------------------------------------- | ---------------------------------------------------------------------------- | ---------------------------------------------------------------------------- | ---------------------------------------------------------------------------- | ---------------------------------------------------------------------------- | ---------------------------------------------------------------------------- | ---------------------------------------------------------------------------- | ---------------------------------------------------------------------------- | ---------------------------------------------------------------------------- | ---------------------------------------------------------------------------- | ---------------------------------------------------------------------------- | ---------------------------------------------------------------------------- |
| Temp. media (°C) | 2.1                                                                          | 3.2                                                                          | 5.3                                                                          | 7.1                                                                          | 11.0                                                                         | 15.3                                                                         | 18.9                                                                         | 18.7                                                                         | 15.0                                                                         | 10.1                                                                         | 5.9                                                                          | 3.2                                                                          | 9.7                                                                          |
| Precipitación total (mm) | 82.8                                                                         | 63.8                                                                         | 55.2                                                                         | 65.9                                                                         | 76.7                                                                         | 52.2                                                                         | 25.9                                                                         | 28.8                                                                         | 41.5                                                                         | 70.3                                                                         | 89.7                                                                         | 89.1                                                                         | 741.9                                                                        |
| Fuente: Ministerio de Agricultura, Alimentación y Medio Ambiente. Datos de precipitación para el periodo 1961-2003 y de temperatura para el periodo 1967-2003 en Hontoria del Pinar 4 de octubre de 2012 |                                                                              |                                                                              |                                                                              |                                                                              |                                                                              |                                                                              |                                                                              |                                                                              |                                                                              |                                                                              |                                                                              |                                                                              |                                                                              |

## Historia
La primera mención documental de la localidad es de 1008 y la segunda de 1044. En 1075, Hontoria era cabeza de un alfoz que se extendía, mutatis mutandis, desde Rabanera del Pinar hasta el Mojón Pardo.
Se instituyó una feria que tenía lugar cada 23 de noviembre.
La carretería fue, hasta iniciado el siglo XX, una actividad económica destacada en la localidad y su comarca. Para los carreteros hontorianos, Tablares (Palencia) era una de las dehesas donde dejaban hibernando sus bueyes.
Durante las guerras napoleónicas en 1809 las partidas del cura Merino emboscaron y vencieron a las columnas del coronel francés Bremond que se dirigían de Burgos a Soria en el desfiladero de Hontoria.
En 1843, Pedro Egaña fundó la primera fábrica de resinas, que precedió a las de Valladolid y Albacete. A mediados del siglo XIX, las producciones de Hontoria eran: trigo, centeno, cebada y legumbres. Producía mucha madera de pino y criaba ganado vacuno y lanar. Abundaba la caza mayor y menor y la pesca de cangrejos y peces pequeños.
La localidad llegó a contar con una estación de ferrocarril perteneciente a la línea Santander-Mediterráneo, que estuvo operativa entre 1929 y 1985.

## Demografía
Hontoria del Pinar cuenta con una población de 609 habitantes (INE 2024).
| Gráfica de evolución demográfica de Hontoria del Pinar entre 1842 y 2021 |
| |
| Población de derecho según los censos de población del INE Población de hecho según los censos de población del INEEn estos censos se denominaba Ontoria del Pinar: 1877 y 1887. |

## Economía
Este pueblo se dedica a la industria maderera y la alimentaria, principalmente. Cuenta con potencialidades turísticas: el parque natural del Cañón del Río Lobos, el Camino de Santiago de Soria, también llamado Castellano-Aragonés, pasa por la localidad. Además, cuenta con una arquitectura tradicional bastante bien conservada.
Cabe señalar, por su interés etnobotánico, el cultivo del trigo moreno a principios del XX.
En las comarcas pinariegas de Burgos y Soria, se creaba un puesto de trabajo directo por cada 2500 metros cúbicos de madera cortada en 2010.
La resina de pino es un recurso, que aunque explotado en el pasado, no se aprovecha y en los próximos años Hontoria y las localidades pinariegas asistirán a la reaparición del sector resinero con iniciativas como Sust-Forest.
Desde 2013, el Ayuntamiento de Hontoria del Pinar, con otros cinco de la comarca, creó el Coto Micológico Pinares Sur de Burgos.

## Patrimonio
- Puente romano o Puente Campanario sobre el río Lobos, de tres arcos.[16] Tiene la singularidad de que dos de sus arcos descansan sobre una gran roca desprendida de la montaña.
- Iglesia parroquial, de planta románica, con transformaciones barrocas dedicada a la Asunción de Nuestra Señora. Destaca su retablo Mayor del siglo XVII y se guarda en ella la imagen del Santo Sepulcro.
- Ermita de San Juan, de estilo románico, sus pinturas se encuentran encaladas.
- Rollo, con capitel romano corintio invertido.
- Cueva Negra y Cueva Blanca, accesibles para expertos espeleólogos, con galerías o complejos cársticos repletas de estalactitas y estalagmitas.
- La Fuentona, fuente romana, en las márgenes del Río Lobos.

Hontoria cuenta con un patrimonio industrial constituido por la antigua fábrica de destilación de resinas, los molinos harineros y los lavaderos de caolín de Navas del Pinar.

## Cultura

### Fiestas
- Nuestra Señora de las Candelas y San Blas: 2 y 3 de febrero.
- Carnaval: Durante el mes de febrero.
- Pingada del Mayo: 1 de mayo
- Hogueras de San Juan: 23 y 24 de junio.
- Fiesta de Jesús: Primer fin de semana de agosto.
- Nuestra Señora y San Roque: Del 14 a 17 de agosto.
- San Cosme y San Damián: 26 y 27 de septiembre.